# Medagliere dei XX Giochi olimpici invernali

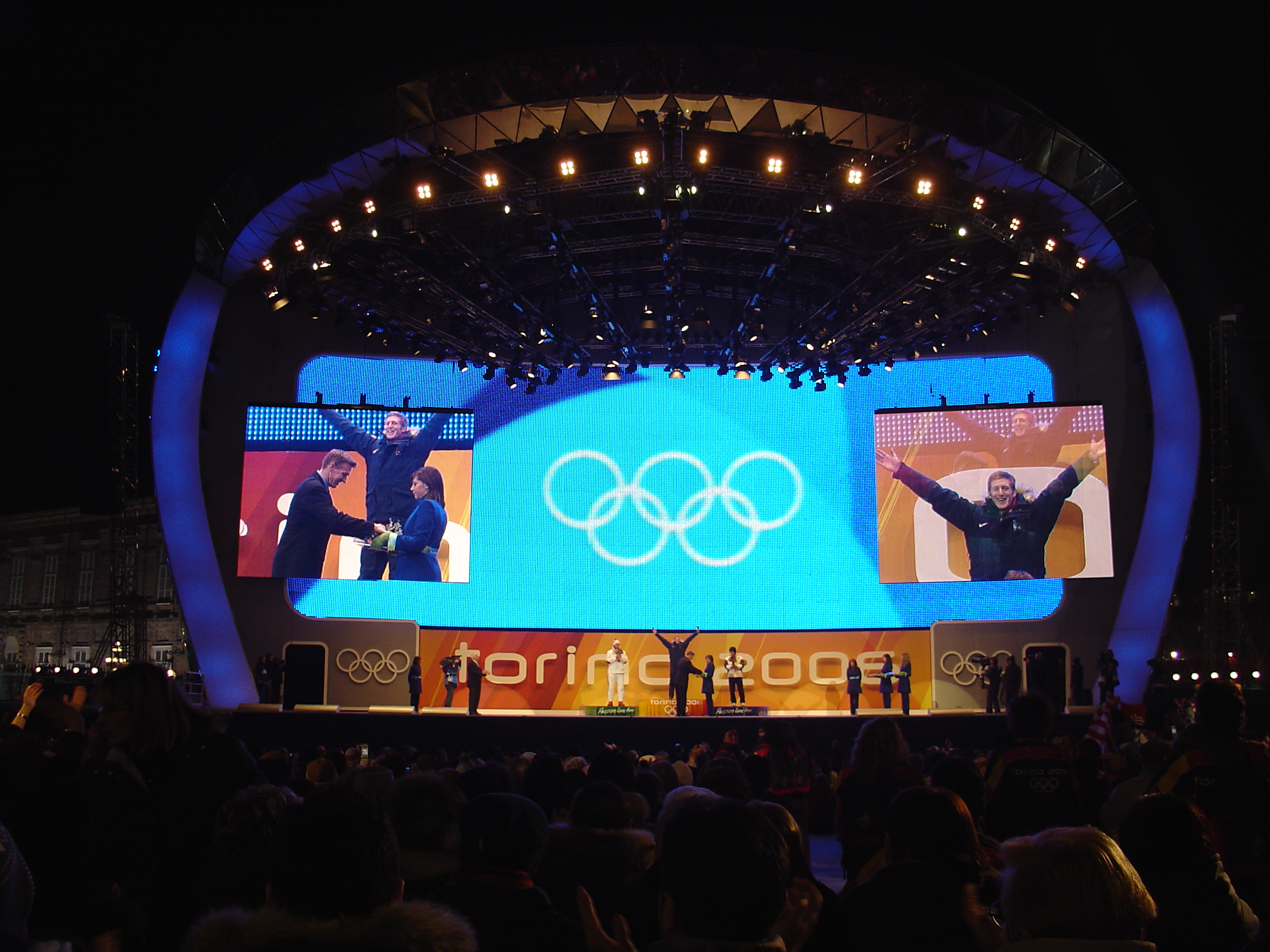
La Medals Plaza, sito di premiazione degli atleti realizzato in piazza Castello

Il medagliere dei XX Giochi olimpici invernali è una lista che riporta il numero di medaglie ottenute dai comitati olimpici nazionali presenti ai Giochi di Torino 2006, che si sono tenuti dal 10 febbraio al 26 febbraio 2006. La Germania vinse il medagliere per la terza edizione consecutiva, conquistando sia il maggior numero di ori (undici) sia il maggior numero di medaglie complessive (ventinove).
In 84 competizioni di 15 sport, diciotto delegazioni su settantanove paesi partecipanti hanno vinto almeno una medaglia d'oro e, in totale, ventisei nazioni hanno conquistato almeno una medaglia.
Le delegazioni di Lettonia e Slovacchia ottennero le prime medaglie olimpiche invernali della propria storia.
La delegazione dell'Italia, paese ospitante, conquistò undici medaglie: cinque d'oro e sei di bronzo, piazzandosi al nono posto nel medagliere; fu il secondo miglior risultato nella sua storia, fino a quel momento, per ori conquistati (dopo i sette di Lillehammer 1994), ma indietreggiò invece rispetto a Salt Lake City 2002, quando aveva conquistato tredici medaglie totali, piazzandosi al settimo posto nel medagliere generale.

## Medagliere
La seguente tabella delle medaglie è stilata sulle informazioni fornite dal Comitato Olimpico Internazionale sul proprio sito internet ufficiale, ed è basata sull'ordinamento convenzionale dei medaglieri olimpici, dando precedenza al numero decrescente di medaglie d'oro vinte dagli atleti di una nazione e, successivamente, prendendo in considerazione prima il numero decrescente di medaglie d'argento e dopo il numero decrescente di medaglie di bronzo; se le squadre risultassero ancora in parità, viene assegnata la posizione a pari merito e le delegazioni sarebbero elencate in ordine alfabetico (in base al codice paese del CIO).
  Nazione ospitante 
| Pos.   | Squadra       | Oro | Argento | Bronzo | Tot. |
| ------ | ------------- | --- | ------- | ------ | ---- |
| 1      | Germania      | 11  | 12      | 6      | 29   |
| 2      | Stati Uniti   | 9   | 9       | 7      | 25   |
| 3      | Austria       | 9   | 7       | 7      | 23   |
| 4      | Russia        | 8   | 6       | 8      | 22   |
| 5      | Canada        | 7   | 10      | 7      | 24   |
| 6      | Svezia        | 7   | 2       | 5      | 14   |
| 7      | Corea del Sud | 6   | 3       | 2      | 11   |
| 8      | Svizzera      | 5   | 4       | 5      | 14   |
| 9      | Italia        | 5   | 0       | 6      | 11   |
| 10     | Francia       | 3   | 2       | 4      | 9    |
| 10     | Paesi Bassi   | 3   | 2       | 4      | 9    |
| 12     | Estonia       | 3   | 0       | 0      | 3    |
| 13     | Norvegia      | 2   | 8       | 9      | 19   |
| 14     | Cina          | 2   | 4       | 5      | 11   |
| 15     | Rep. Ceca     | 1   | 2       | 1      | 4    |
| 16     | Croazia       | 1   | 2       | 0      | 3    |
| 17     | Australia     | 1   | 0       | 1      | 2    |
| 18     | Giappone      | 1   | 0       | 0      | 1    |
| 19     | Finlandia     | 0   | 6       | 3      | 9    |
| 20     | Polonia       | 0   | 1       | 1      | 2    |
| 21     | Bielorussia   | 0   | 1       | 0      | 1    |
| 21     | Bulgaria      | 0   | 1       | 0      | 1    |
| 21     | Gran Bretagna | 0   | 1       | 0      | 1    |
| 21     | Slovenia      | 0   | 1       | 0      | 1    |
| 25     | Ucraina       | 0   | 0       | 2      | 2    |
| 26     | Lettonia      | 0   | 0       | 1      | 1    |
| Totale | Totale        | 84  | 84      | 84     | 252  |

Una sola medaglia conquistata da un atleta durante i Giochi è stata successivamente riassegnata ad un altro partecipante: nella 15 km individuale femminile di biathlon, la russa Ol'ga Pylëva fu privata della medaglia d'argento vinta in quanto, alcuni giorni dopo la gara, venne trovata positiva ad un controllo anti-doping, venendo quindi squalificata; l'argento venne consegnato alla tedesca Martina Glagow, arrivata terza in gara, e la medaglia di bronzo che era stata data a quest'ultima passò alla russa Al'bina Achatova.
Non ottennero alcuna medaglia le seguenti squadre partecipanti ai Giochi:
- Albania
- Algeria
- Andorra
- Argentina
- Armenia
- Azerbaigian
- Belgio
- Bermuda
- Brasile
- Bosnia ed Erzegovina
- Cile
- Cipro
- Corea del Nord
- Costa Rica
- Danimarca
- Etiopia
- Georgia
- Grecia

- Hong Kong
- India
- Iran
- Irlanda
- Islanda
- Israele
- Kazakistan
- Kenya
- Kirghizistan
- Libano
- Liechtenstein
- Lituania
- Lussemburgo
- Macedonia
- Madagascar
- Moldavia
- Monaco
- Mongolia

- Nepal
- Nuova Zelanda
- Portogallo
- Romania
- San Marino
- Senegal
- Serbia e Montenegro
- Slovenia
- Spagna
- Sudafrica
- Tagikistan
- Taipei cinese
- Thailandia
- Turchia
- Ungheria
- Uzbekistan
- Venezuela